# Dumas (Arkansas)
Dumas es una ciudad en el condado de Desha, Arkansas, Estados Unidos. Para el censo de 2000 la población era de 5.238 habitantes.

## Geografía
Dumas se localiza a 32°53′11″N 91°29′19″O / 32.88639, -91.48861. De acuerdo a la Oficina del Censo de los Estados Unidos, la ciudad tiene un área total de 7,7 km², de los cuales el 100% es tierra.

## Demografía
Para el censo de 2000, había 5.238 personas, 1.977 hogares y 1.399 familias en la ciudad. La densidad de población era 680,3 hab/km². Había 2.177 viviendas para una densidad promedio de 284,0 por kilómetro cuadrado. De la población 36,62% eran blancos, 60,02% afroamericanos, 0,08% amerindios, 0,50% asiáticos, 2,00% de otras razas y 0,78% de dos o más razas. 3,19% de la población eran hispanos o latinos de cualquier raza.
Se contaron 1.977 hogares, de los cuales 36,4% tenían niños menores de 18 años, 43,9% eran parejas casadas viviendo juntos, 23,4% tenían una mujer como cabeza del hogar sin marido presente y 29,2% eran hogares no familiares. 27,4% de los hogares eran un solo miembro y 12,9% tenían alguien mayor de 65 años viviendo solo. La cantidad de miembros promedio por hogar era de 2,63 y el tamaño promedio de familia era de 3,19.
En la ciudad la población está distribuida en 30,1% menores de 18 años, 10,7% entre 18 y 24, 24,9% entre 25 y 44, 21,2% entre 45 y 64 y 13,1% tenían 65 o más años. La edad media fue 33 años. Por cada 100 mujeres había 83,9 varones. Por cada 100 mujeres mayores de 18 años había 78,3 varones.
El ingreso medio para un hogar en la ciudad fue de $25.754 y el ingreso medio para una familia $32.255. Los hombres tuvieron un ingreso promedio de $28.396 contra $19.363 de las mujeres. El ingreso per cápita de la ciudad fue de $12.727. Cerca de 22,6% de las familias y 28,8% de la población estaban por debajo de la línea de pobreza, 39,9% de los cuales eran menores de 18 años y 23,4% mayores de 65.

## Residentes y nativos notables
- Ken Coon, candidato republicano a la gobernatura de Arkansas en 1974
- Jim Hines, medallista olímpico en los 100 metros